# Il sesso del diavolo
Pour plus de détails, voir Fiche technique et Distribution.
Il sesso del diavolo est un giallo turco-italien réalisé par Oscar Brazzi et sorti en 1971.

## Synopsis
Le chirurgien italien Andrea part en vacances à Istanbul avec sa femme Barbara et son assistante Sylvia. Le propriétaire de la villa où ils séjournent meurt mystérieusement et des choses étranges se produisent dans la maison.

## Fiche technique
- Titre original italien : Il sesso del diavolo[1]
- Réalisation : Oscar Brazzi
- Scenario : Sergio Civinini (it), Paolo Giordano
- Photographie :	Luciano Trasatti (it)
- Montage : Attilio Vincioni
- Musique : Stelvio Cipriani
- Production : Oscar Brazzi
- Société de production : Chiara Film Internazionali
- Pays de production :  Italie -  Turquie
- Langue originale : Italien
- Format : Couleur par Eastmancolor - Son mono - 35 mm
- Durée : 93 minutes
- Genre : Giallo
- Dates de sortie :
  - Italie : 16 février 1984

## Distribution
- Rossano Brazzi : Andrea, le chirurgien
- Sylva Koscina : Sylvia, l'assistante
- Maitena Galli : Barbara, la femme d'Andrea
- Fikret Hakan : Omar
- Güzin Özipek : Fatma
- Aydin Tezel : Leonid Oblomov
- Paola Natale
- Brizio Montinaro :
- Domenico Stefanucci :
- Franco Romagnoli :
- Hulya Bengun :
- Alinegati Cakus :